# Alípio Dutra
Alípio Dutra (Jaú, 1892 — São Paulo, 1964) foi um pintor paisagista e professor brasileiro.
Neto, filho e irmão de pintores renomados, estudou e frequentou escolas de arte do Brasil e do exterior nas primeiras décadas do século XX, como a Escola Complementar de Piracicaba, a Academia Julian de Paris, a Real Academia de Belas Artes de Bruxelas e a Escola Nacional de Belas Artes de Paris.
Além de ter lecionado na Escola Complementar de Piracicaba um ano depois de se formar, conquistou o prêmio Pensionato Artístico, em 1912, realizou exposições de sucesso no Salão de Belas Artes de São Paulo e no Rio de Janeiro e trabalhou no Comissariado do Estado de São Paulo e na embaixada da capital da França, realizando funções diplomáticas.
Alípio obteve sucesso com suas exposições também em cenário internacional, no Salão dos Artistas Franceses, além de dirigir o programa de propaganda do Instituto Brasileiro do Café em terras europeias. O intelectual teve papel importante como agente de ligação entre os meio políticos da Europa e os brasileiros, o que lhe rendeu a Medalha Constitucionalista de 1932. Alípio também foi membro do Conselho de Orientação Artística do Estado de São Paulo.
Seu estilo artístico teve grande influência de seu avô, Miguel Dutra, de seu pai, Joaquim Dutra, e de Almeida Júnior. Suas obras mais notáveis retratam paisagens bucólicas e pessoas simples realizando afazeres típicos de regiões interioranas.

## Biografia

### Antecedentes: A família artista

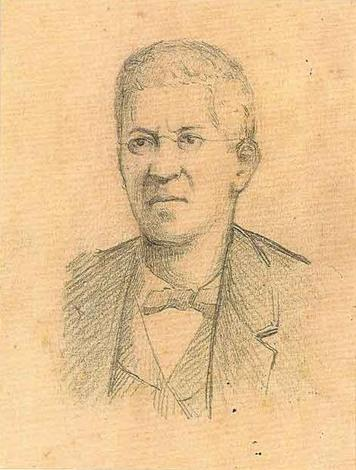
O pintor Miguel Dutra, avô de Alípio Dutra.

A vocação de Alípio Dutra para o ramo das artes não ocorre por acaso. Além dele, seus quatro irmãos - José Benedicto, Antonio Pádua, João e Archimedes - também tinham aptidão artística e seguiram carreira na área. Os quatro se formaram pela Escola Complementar de Piracicaba, e nela, lecionaram a disciplina de desenho e caligrafia, durante períodos distintos. José Benedicto, apesar de professor, constituiu uma exceção se comparado a seus outros irmãos: se dedicou à área da educação durante toda a vida, tendo atuado como docente e diretor escolar em inúmeras cidades paulistas, exceto no local onde despontou para o ramo das artes, o município de Piracicaba.
A veia artística da família Dutra, no entanto, não se restringiu apenas à geração de Alípio, da qual eram representantes seus primos e irmãos. Antes sequer do nascimento deles, seu bisavô, Miguel Dutra, mais conhecido pelo diminutivo de seu primeiro nome - Miguelzinho -, já tinha consolidado carreira como músico, primoroso organista, mestre de obras e escultor. Miguel era apto a produzir instrumentos e tocá-los. Aprendeu latim e teologia durante sua formação com padres carmelitas. Realizou diversos trabalhos de arquitetura em igrejas, onde pôde aliar sua aptidão artística ao ambiente no qual era acostumado a estar. Também esculpiu várias imagens. Contribuiu de maneira significativa para a cultura musical de Piracicaba, tendo trazido de Itu um importante acervo de músicas sacras, que passaram a ser reproduzidas em Piracicaba nas Semanas Santas. Dessa maneira, considera-se que Miguel Arcanjo Dutra foi, ainda na época do Império, um dos precursores do movimento musical piracicabano. Miguelzinho nasceu em Itu, em 15 de agosto de 1810, e faleceu em Piracicaba, no dia 22 de abril de 1875. Filho de Miguel e pai de Alípio, Joaquim Dutra também era pintor.

### Os primeiros passos
Possuindo contato desde cedo com o ramo artístico, Alípio Dutra iniciou suas atividades de pintura com o pai, Joaquim Miguel Dutra, por volta de 1908. Embora não tivesse nascido em terras piracicabanas, foi na Escola Complementar de Piracicaba que o jovem artista se formou como professor, no ano de 1909. Sua carreira como docente foi iniciada justamente na escola na qual estudou, um ano após a sua formação. Alípio ministrou aulas no local até 1913. Desde cedo, o piracicabano mostrou interesse em movimentos culturais. A primeira manifestação disso foi sua participação na fundação do Grêmio Normalista De Piracicaba. Atuando ao lado de diversos colegas, como por exemplo Elias de Mello Ayres, Alípio ajudou a fundar o Grêmio e ocupou a função de Vice-Presidente da organização. Elias foi o primeiro-secretário.
Os primeiros indícios de que Piracicaba havia formado um grande artista ocorreram quando Alípio, na função de professor, ainda no ano de 1912, fez sua primeira exposição de pintura. Mesmo com relativo tempo de experiência na área das artes, o então jovem pintor conquistou o prêmio Pensionato Artístico do Estado de São Paulo, que lhe garantiu a oportunidade de aperfeiçoar suas técnicas na Academia Julien de Paris, local que abrigava a maior parte dos alunos que conquistavam os prêmios em Roma. Em 1913, após deixar sua vaga de professor em Piracicaba, que foi ocupada posteriormente pelo professor e artista plástico Joaquim Raimundo Bueno de Mattos, o irmão mais velho da família Dutra viajou à capital francesa, na condição de pensionista do Governo do Estado de São Paulo, para se aperfeiçoar na Academia. No local, estudou com expoentes e mestres do ramo das artes, como Marcel Baschet, Henry Royer, Willian Laparra, Lucien Simon e outros conhecidos nomes da pintura europeia.
Alípio não pôde concluir o curso devido à eclosão da Primeira Guerra Mundial, em 1914, e teve que voltar ao Brasil no mesmo ano. Depois de seu retorno, passou a lecionar para adultos, em uma escola do Cambuci, localizada no estado de São Paulo. Àquela altura, o pintor se dedicava, simultaneamente, a ministrar aulas e ao trabalho artístico, totalizando 15 horas de afazeres diários. O fato de Alípio não finalizar os estudos não o impediu de aprender valorosas técnicas de pintura, que foram usadas por ele em inúmeras exposições nos Salões de Belas Artes em São Paulo. Suas exposições em território paulista obtiveram sucesso. No Rio de Janeiro, onde elas também aconteceram, foram premiadas.

### Desenvolvimento e consolidação da carreira artística
O pintor piracicabano retornou ao continente europeu no ano de 1919, incumbido de trabalhar no Comissariado do Estado de São Paulo. Também naquele ano, realizou a ilustração do livro intitulado "A Filha da Floresta", cujo autor era seu amigo, o professor Thales Castanho de Andrade. No velho continente, participou de um concurso para estudar em outra renomada instituição de ensino no setor artístico: a Academia Royale de Bruxelas. Alípio conquistou o primeiro lugar. Em outro concurso concorrido do qual participou (no qual havia 20 vagas para 600 candidatos), o pintor conquistou o direito, após atingir a décima sexta posição, de estudar na Escola Nacional de Belas Artes de Paris. Na mesma época, trabalhou como adido comercial adjunto na embaixada da capital francesa. Alípio era presença frequente em rodas de discussão que ocorriam à tarde, no Café La Rotonde, e tinham a participação de renomados pintores também residentes no continente europeu, tais quais Túlio Mugnaini, José Wasth Rodrigues, Monteiro França, Campão, entre outros.
Nos anos de 1921 e 1922, o pintor obteve sucesso em sua exposição de paisagens e figuras, realizada no Salão dos Artistas Franceses. O ano de 1926 reservou a Alípio a tarefa de dirigir o programa de propaganda do Instituto Brasileiro do Café. Para desenvolver tal atribuição, ele esteve, além da França, na Bélgica, Alemanha, Holanda, Itália, Espanha, Polônia e na então Checoslováquia. O artista deixou a função em 1934, ano em que o escritório brasileiro em Paris foi extinto. Alípio também escreveu L'industrie du froid au Brésil, trabalho apresentado em Congresso Internacional. O pintor recebeu a Medalha Constitucionalista de 1932 por ter atuado como agente de ligação entre os meio políticos da Europa e os brasileiros, atitude digna de sua personalidade patriota.
O Governo francês reconheceu os serviços prestados pelo artista brasileiro enquanto ele trabalhou como funcionário da Embaixada do Brasil, concedendo-lhe a Cruz de Cavaleiro da Ordem Nacional da Legião da Honra. Um dos grandes feitos conquistados por Alípio foi conseguir que o governo da França aprovasse uma lei de proteção ao café torrado.
Apesar de ter seguido também a carreira diplomática, Alípio Dutra não esquecia Piracicaba. Embora não tivesse retornado a dar aulas na Escola Normal, onde se formou, costumava visitar a cidade do interior paulista para ver sua família e exercitar seu ofício, retratando as paisagens do município piracicabano em seus quadros, no período em que esteve na Europa.

### O retorno ao Brasil
Alípio Dutra retornou ao Brasil no ano de 1934, quando passou a dirigir a Agência do IBC, no Rio de Janeiro. Entretanto, foi para o governo do Estado de São Paulo que o pintor realizou o maior número de trabalhos depois de sua volta às terras brasileiras. As funções que desempenhou possuíam caráter internacional, destacando-se a participação em comissão de organização, premiação e seleção no Salão Paulista de Belas Artes, e a atuação como membro do Conselho de Orientação Artística do Estado de São Paulo. Foi nesta posição que organizou um movimento que teve como objetivo fazer reverência à memória de Almeida Júnior, por meio da construção de um monumento e de um mausoléu. Alípio pintou um retrato de Almeida Júnior que foi colocado em uma das salas da Faculdade de Direito do Largo São Francisco, em São Paulo.
Alípio foi laureado em diversos Salões ao redor do mundo: o Salão dos Artistas Franceses, o Nacional de Belas Artes e o Paulista de Belas Artes, sendo que, neste último, assegurou as principais conquistas. Foram elas: As Grandes Medalhas - de prata, em 1941, e de Ouro, em 1943 -, o Prêmio Fernando Costa, no ano de 1943, e a Medalha de Honra, em 1959. Deve-se pontuar que Alípio também conquistou a medalha de prata com a realização da obra “Velha pitando”, feita em homenagem ao artista Almeida Junior, pessoa muito admirada pelo pintor piracicabano. Foi também a Almeida Junior a quem Alípio dedicou um livro que não foi publicado. Atuando como co-autor, o piracicabano também contribuiu para a literatura com “História da pintura no Brasil". Ressalta-se ainda que, só no ano de 1953, ele conquistou o prêmio "em casa", o primeiro no Salão de Belas Artes de Piracicaba. O artista faleceu em São Paulo, no dia 24 de Janeiro de 1964, e foi sepultado em Piracicaba.

## Obra e Legado

### Contexto artístico da época
Até o final do século XIX, época na qual Alípio Dutra nasceu, grande número das pinturas eram produzidas de acordo com normas técnicas acadêmicas e convenções pressupostas. Os artistas eram obrigados a possuir um desenho caprichoso, de perspectiva justa, detalhista e precisa no uso e na composição das cores em suas obras. Essas convenções, em certa medida, constituíam uma espécie de impedimento à revelação de técnicas estilísticas próprias e individuais. O conceito de ver a imagem e o conceito de interpretá-la ainda se encontravam excessivamente associados. Pode-se dizer que arte e ciência eram vistas como uma coisa só, algo único.
Com o passar do tempo, embora continuava-se exigindo que a pintura ainda estivesse muito preocupada em retratar o meio exterior, os cânones que regiam os métodos do fazer artístico foram ficando mais flexíveis. A exigência já não era absoluta em relação à maneira de tratar a forma, o tema e a cor.
Começara-se a observar uma liberdade mais evidente ao artista, que lhe permitia demonstrar seu talento, senso estético, emoção, gesto individual e suas marcas de autoria por outros parâmetros que não os fortemente rigorosos de outrora. Adotava-se, então, métodos de pinceladas lisas e veladuras, que faziam com que certos detalhes fossem omitidos mesmo nos desenhos mais minuciosos. Para representar as massas, eram utilizadas pinceladas mais largas, pastosas e gestuais, que intencionavam explorar efeitos das cores na luz e na sombra. A luminosidade era observável na medida em que a paleta de cores dos artistas abandonava tons escuros e ia se tornando mais luminosa, colorida e vibrante. Essa somatória de fatores configurava um caráter expressivo da matéria cromática.
Também naquela época, houve um desenvolvimento significativo do gênero paisagem, que o fez crescer em termos de destaque e representatividade nos quadros dos artistas. Antes inferior, o gênero adquiriu estética própria e teve suas linhas moldadas. Era, agora, um tema autônomo.
No período em que Alípio Dutra passou a se interessar pelas artes, no início do século XX, com o desenvolvimento de uma nova geração de artistas brasileiros, a representatividade da paisagem cresceu ainda mais, passando a ser admirada por artistas,críticos, apreciadores e consumidores de arte. A especialização despontou como uma das mais notórias, ao lado da pintura de retratos. Esse crescimento está diretamente relacionado ao fato de o artista ter procurado explorar suas habilidades de observação, o que fez com que surgisse um novo repertório do equivalente pictórico. Passou-se, deste modo, a representar o espaço e os efeitos transitórios da natureza, como oscilações da luz e dos detalhes psicológicos do ambiente. Os detalhes passavam a depender do conjunto, em um cenário onde a liberdade técnica e a sutileza eram nítidas.

### Principais obras
Diversas obras de Alípio Dutra foram doadas para museus que se situam no Estado de São Paulo. Dentre eles, destacam-se a Pinacoteca Municipal Miguel Archanjo Benício d’Assunção Dutra, que fica em Piracicaba. A doação do primeiro conjunto de obras ao seu acervo, inclusive, foi intermediada por outro "Dutra", Archimedes Dutra (1909-1983). Ele também autorizou a construção da sede da Pinacoteca em 1967 e, dessa maneira, o acervo pôde ser colocado em edifício próprio, no ano de 1969, quando foi finalizada a edificação. Além das obras de Alípio Dutra, também encontram-se quadros de seu irmão, Antônio Pádua Dutra, de seu amigo, Túlio Mugnaini, de Paulo do Valle Júnior e de Arcangelo Ianelli.

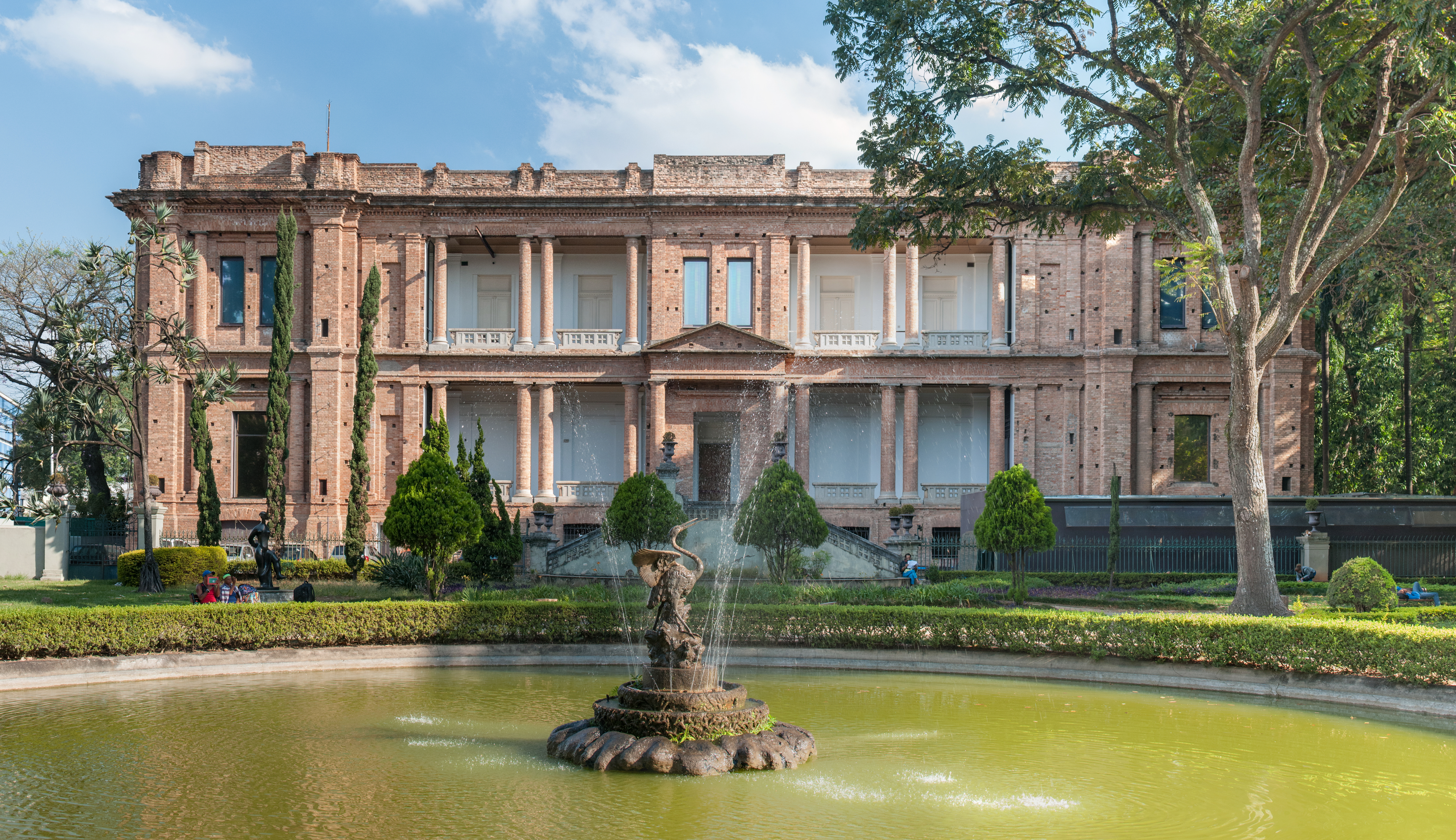
Pinacoteca de São Paulo

Os quadros de Dutra também podem ser encontrados na Pinacoteca de São Paulo, museu mais antigo da capital paulista. Isso foi possível graças ao decreto que instituiu o Pensionato Artístico, em 1912, que possibilitou não só que obras de Dutra fossem doadas ao local, como também pinturas realizadas por Anita Malfatti, Túlio Mugnani, José Wasth Rodrigues e Victor Brecheret.
Como um verdadeiro nacionalista, Alípio realizou pinturas de paisagens da cidade onde estudou, retratando o rio Piracicaba, os costumes de seus habitantes e principais locais do município interiorano. Algumas de suas pinturas relevantes foram: “Touceira de bambu”; “Lavadeiras no rio”; “Ponteando a viola”; “Socando o café”; “Consertando a tarrafa”; “Caipira Pescando”; “Casa de Caboclo”; “Jaraguá”; entre outras.

### Estilo artístico e contribuições
Os principais artistas que influenciaram o estilo de Alípio Dutra foram seu avô (Miguel Arcanjo Dutra), Frei Paulo de Sorocaba e Almeida Junior. O trio foi responsável não somente por estimular o interesse do pintor piracicabano às artes, mas também por influenciar o estilo de outros pintores das primeiras décadas do século XX, como Angelino Stella, Losso Netto, Joaquim de Mattos e os irmãos de Alípio (João, Antonio de Pádua e Archimedes Dutra). Os irmãos Dutra, em especial, admiravam a orientação estilística de José Ferraz de Almeida Júnior, tendo considerado o pintor como mais do que uma referência a ser seguida no ramo das artes, mas sim como uma eterna inspiração.
Assim como seus irmãos, Alípio tinha como costume representar paisagens idílicas de Piracicaba e as tarefas diárias de seu povo. Ele, Antonio de Padua, Archimedes e João tiveram atuação como desenhistas, ilustradores e combatentes voluntários na propaganda da campanha e na articulação da Revolução Constitucionalista de 1932. Essa atuação exaltou o caráter patriota da família Dutra. As habilidades de Alípio, além do mais, o tornavam apto a realizar com maestria funções diplomáticas.
De maneira geral, Alípio Dutra , apesar dos poucos recursos que tinha na infância e adolescência - que dificultaram seu aperfeiçoamento artístico no continente europeu -, obteve projeção nacional e internacional, quando adulto, após ter ido para a Europa. Ele compartilhou os conhecimentos adquiridos com seus irmãos, que assim como Alípio, tiveram enorme importância para os campos cultural e educacional de Piracicaba, tendo atuado neles por dezenas de anos. Essa atuação se dava na forma de reuniões, que visavam a realização de serenatas, saraus e encontros culturais no Teatro Santo Estevão, na Universidade Popular e nos bares "Giocondo" e O Ponto". Esse movimento intelectual fez com que fosse notável, na época, um clima de efervescência artística em Piracicaba.

## Lista de exposições

### Individuais
- 1912 - São Paulo SP -  Com ela, conquistou o Prêmio Pensionato para a Europa, concedido pelo Governo do Estado de São Paulo[1]
- 1915 - Jaú - SP
- 1916 - São Paulo - SP
- 1916 - São Paulo SP - Realizada na Casa di Franco, em 8 de Dezembro
- 1917 - São Paulo SP - Ocorreu na Casa Rosenheim.[2]

### Coletivas
- 1912 e 1913 - São Paulo - SP - Segunda Exposição Brasileira de Belas Artes, no Liceu de Artes e Ofícios de São Paulo (Laosp)
- 1916 - Rio de Janeiro - RJ - 23ª Exposição Geral de Belas Artes
- 1917 - Rio de Janeiro - RJ - 24ª Exposição Geral de Belas Artes, entre Agosto e Setembro
- 1918 - Rio de Janeiro - RJ - 25ª Exposição Geral de Belas Artes, entre Agosto e Setembro
- 1921 - Bruxelas (Bélgica)
- 1923 - Paris (França) - Salon des Artistes Français, em Ile de France
- 1924 - Paris (França) - Salon des Artistes Français, em Ile de France
- 1924 - Paris (França) - Maison de l'Amérique Latine na Exposição de Arte Latino-americana [Exposition d'Art Américain-Latin], no  Musée Gallièra.[10]
- 1935 - São Paulo SP - João Dutra, Alípio Dutra, Archimedes Dutra e Antônio de Pádua Dutra, no Palácio das Arcadas.
- 1935 - São Paulo SP - Salão Paulista de Belas Artes - Realizada de 25 de Janeiro de 1935 até 24 de Fevereiro de 1935.
- 1936 - Rio de Janeiro - RJ - Salão Nacional de Belas Artes
- 1937 - Rio de Janeiro - RJ - Ocorrida no Museu Nacional de Belas Artes (MNBA)
- 1937 - São Paulo SP - Archimedes Dutra, Alípio Dutra, João Dutra, Antônio de Pádua Dutra, Miguelzinho Dutra e Joaquim Miguel Dutra, no Palácio das Arcadas
- 1937 - São Paulo SP - Grupo Almeida Júnior, exposta no Palácio das Arcadas
- 1939 - São Paulo SP -  Salão Paulista de Belas Artes. Nessa exposição, Alípio participou da organização, da comissão de arte e do júri.
- 1940 - São Paulo - SP - Salão Paulista de Belas Artes, realizada em 17 de Dezembro
- 1942 - São Paulo - SP - Salão Paulista de Belas Artes, na Galeria Prestes Maia
- 1943 - São Paulo - SP -  Salão Paulista de Belas Artes, na Galeria Prestes Maia
- 1944 - Rio de Janeiro RJ - 50º Salão Nacional de Belas Artes, no Museu nacional de Belas Artes (MNBA)
- 1944 - São Paulo - SP - Salão Paulista de Belas Artes
- 1945 - São Paulo - SP - Participaram João Dutra, Archimedes Dutra, Alípio Dutra e Antônio de Pádua Dutra, na Galeria Itapetininga
- 1946 - São Paulo - SP - 12º Salão Paulista de Belas Artes, na Galeria Prestes Maia - grande medalha de prata
- 1948 - São Paulo - SP - 14º Salão Paulista de Belas Artes, na Galeria Prestes Maia
- 1949 - São Paulo - SP - 15º Salão Paulista de Belas Artes, na Galeria Prestes Maia
- 1951 - São Paulo - SP - 16º Salão Paulista de Belas Artes, na Galeria Prestes Maia
- 1953 - Piracicaba - SP - Salão de Belas Artes de Piracicaba
- 1953 - São Paulo - SP - 18º Salão Paulista de Belas Artes, na Galeria Prestes Maia
- 1955 - São Paulo - SP - Pinacoteca - Exposição de longa duração
- 1954 - Piracicaba SP -  Salão de Belas Artes de Piracicaba, no Departamento Municipal de Cultura de Piracicaba
- 1954 - São Paulo SP -  Salão Paulista de Belas Artes, na Galeria Prestes Maia
- 1957 - São Paulo SP -  Salão Paulista de Belas Artes - Prêmio Assembléia Legislativa do Estado
- 1959 - São Paulo SP -  Salão Paulista de Belas Artes, na Galeria Prestes Maia [2]

### Póstumas
- 1964 - Campinas SP - Pinacoteca Circulante, no Teatro Municipal de Campinas
- 1964 - Piracicaba - SP
- 1978 - São Paulo SP - A Paisagem na Coleção da Pinacoteca, na Pinacoteca do Estado
- 1980 - São Paulo SP - A Paisagem Brasileira: 1650-1976, no Paço das Artes
- 1986 - São Paulo SP - Dezenovevinte: uma virada no século, na Pinacoteca do Estado
- 1996 - Osasco SP - 3ª Mostra de Arte, na Fundação Instituto de Ensino para Osasco
- 1998 - São Paulo SP - Iconografia Paulistana em Coleções Particulares, no Museu da Casa Brasileira
- 2000 - São Paulo SP - O Café, no Banco Real[2]